# Tout dépend des filles
Pour plus de détails, voir Fiche technique et Distribution.
Tout dépend des filles est un film français réalisé par Pierre Fabre, sorti en 1980.

## Fiche technique
- Titre : Tout dépend des filles
- Réalisation : Pierre Fabre, assisté de Claude Othnin-Girard et Philippe Charigot
- Scénario : Pierre Fabre et Edmond Freess
- Photographie : Alain Masseron
- Musique : Michel Bernholc
- Production : Georges de Beauregard, Gérard Beytout
- Pays d'origine :  France
- Format : Couleurs - Mono
- Durée : 94 minutes
- Date de sortie : 13 février 1980
- Affiche : Jacques Vaissier (France)

## Distribution
- Jean-Luc Bideau : Jean-Luc
- Christine Murillo : Céline
- Jean-Pierre Sentier : Mathieu
- Tonie Marshall : Anna
- Michel Galabru : Lucien, le père de Mathieu
- Micheline Presle : Betty
- François Dyrek : "Good Night", l'aveugle
- Thierry Lhermitte : Charles-Hubert
- Daniel Russo : "Soif d'Aujourd'hui"
- Madeleine Bouchez : Augustine
- Charlotte Maury-Sentier : Maryline
- Rosine Young : Ginette
- Annick Le Goff : Aurore
- Mireille Pame : "Sombre Dimanche"
- Teddy Bilis : Jérémie
- Alain Frérot : l'ami flic
- Joël Martineau : l'agent de police
- André Rouyer : le patron bord de mer
- Toshirô Suga : Takashi
- Georges Trillat
- Pierre Fabre (non crédité) : "Bric-à-Brac", l'antiquaire
- Roger Andrieux (non crédité) : l'homme qui a perdu sa mère
- Jean-Luc Miesch (non crédité) : le concierge au balai